# Priska Doppmann
Priska Doppmann (ur. 10 maja 1971 w Cham) – szwajcarska kolarka szosowa.

## Kariera
Największy sukces w karierze Priska Doppmann osiągnęła w 2005 roku, kiedy zwyciężyła w klasyfikacji generalnej Tour de France Féminin. Na mistrzostwach świata najlepszy wynik osiągnęła w 2006 roku, kiedy podczas mistrzostw w Salzburgu była czwarta w indywidualnej jeździe na czas oraz piąta w wyścigu ze startu wspólnego. Doppmann startowała także na igrzyskach olimpijskich w Sydney (2000), igrzyskach w Atenach (2004) i igrzyskach w Pekinie (2008), najlepsze wyniki osiągając w 2008 roku, kiedy zajęła siódmą pozycję w wyścigu ze startu wspólnego, a indywidualną jazdę na czas ukończyła na ósmym miejscu. Wielokrotnie zdobywała medale mistrzostw kraju, w tym dwa złote: w wyścigu ze startu wspólnego 1999 roku oraz w indywidualnej jeździe na czas dwa lata później.